# E. L. 제임스
에리카 레너드(Erika Leonard, 1963년 3월 7일 ~ ) 또는 결혼 전 이름 에리카 미첼(Erika Mitchell)은 필명 E. L. 제임스(E. L. James)로 알려진 영국의 소설가이다. 《그레이의 50가지 그림자》로 잘 알려져 있다.

## 경력
제임스는 백설여왕의 얼음용(Snowqueens Icedragon)이라는 이름으로 《트와일라잇》 팬픽션인 《우주의 주인》(Master of the Universe)이라는 소설을 인터넷에 연재했으며, 주인공은 벨라와 에드워드였다. 이 팬픽의 에로틱한 것이 꽤 호응을 얻으면서 원작에 구속된 팬픽에서 벗어나 "50가지 그림자"라는 사이트를 만들어 글을 다시 손보고 주인공의 이름을 바꿔서 만들었다. 그렇게 만들어진 소설이 《그레이의 50가지 그림자》이다.

## 저서
- 그레이의 50가지 그림자 (2011)
- 50가지 그림자 심연 (2012)
- 50가지 그림자 해방 (2012)